# 소롱
소롱(인도네시아어: Sorong)은 인도네시아 남서파푸아주에 위치한 도시이자 남서파푸아주의 주도이다. 인도네시아 동부에서 생산되는 석유와 천연 가스의 물류 거점 도시이다.
2010년경부터 인구가 크게 증가하고 있지만, 도베라이반도의 다른 도시와 육로로 연결하면 더욱 인구 증가가 이루어질 것으로 전망되고 있다. 2010년 인구 조사에 따르면 190,625명이었지만 2014년 1월 추계로는 219,958명이다. 도미니크 에드워드 오소크 공항이 소재하고 있다.

## 어원
소롱의 이름은 소렌(Soren)이라는 단어에서 유래하고 있으며, 이 단어는 비아크어로 "깊고 파도 치는 바다"를 의미하고 있다. 이 이름이 처음 사용된 것은 비아크눔포르인들이며, 그들이 라자암팟 제도에 정착하기 전의 일이었다. 그들이 다라탄 말라둠(Daratan Maladum)이라고 했던 이 땅에 도착한 때 소렌이라고 부르기 시작한 것이 시초이다. 수세기에 걸쳐 중국 상인과 유럽의 선교자들이 왔으며, 현재 말루쿠와 상기헤탈라우드 사람들과 접촉하고 이름은 현재의 이름으로 변해갔다.

## 기후
솔론은 쾨펜의 기후 구분으로 열대 우림 기후에 속해있으며, 일년 내내 건기는 존재하지 않는다. 가장 습기 많은 달은 6월로, 373 밀리미터 (14.7 in) 정도의 강수량을 보이며, 가장 건조한 2월에는 180 밀리미터 (7.1 in) 정도의 강수량을 보인다. 많은 강수는 몬순에 의한 것이다. 기온은 연중 거의 일정하며 가장 따뜻한 달과 추운 달의 차이는 불과 1.2 °C (2.2 °F) 정도의 차이이다. 가장 따뜻한 11월에는 평균 27.8 °C (82.0 °F)이며, 가장 추운 7월은 평균 26.6 °C (79.9 °F)이다.
| 소롱의 기후                                              | 소롱의 기후 | 소롱의 기후 | 소롱의 기후 | 소롱의 기후 | 소롱의 기후 | 소롱의 기후 | 소롱의 기후 | 소롱의 기후 | 소롱의 기후 | 소롱의 기후 | 소롱의 기후 | 소롱의 기후 | 소롱의 기후   |
| 월                                                       | 1월         | 2월         | 3월         | 4월         | 5월         | 6월         | 7월         | 8월         | 9월         | 10월        | 11월        | 12월        | 연간          |
| -------------------------------------------------------- | ----------- | ----------- | ----------- | ----------- | ----------- | ----------- | ----------- | ----------- | ----------- | ----------- | ----------- | ----------- | ------------- |
| 일평균 최고 기온 °C (°F)                                 | 30.6 (87.1) | 30.5 (86.9) | 30.5 (86.9) | 30.7 (87.3) | 30.6 (87.1) | 30.0 (86.0) | 29.4 (84.9) | 29.5 (85.1) | 29.9 (85.8) | 30.7 (87.3) | 31.0 (87.8) | 30.8 (87.4) | 30.4 (86.7)   |
| 일일 평균 기온 °C (°F)                                   | 27.5 (81.5) | 27.4 (81.3) | 27.5 (81.5) | 27.6 (81.7) | 27.5 (81.5) | 27.1 (80.8) | 26.6 (79.9) | 26.7 (80.1) | 26.9 (80.4) | 27.5 (81.5) | 27.8 (82.0) | 27.6 (81.7) | 27.3 (81.1)   |
| 일평균 최저 기온 °C (°F)                                 | 24.4 (75.9) | 24.4 (75.9) | 24.6 (76.3) | 24.5 (76.1) | 24.5 (76.1) | 24.3 (75.7) | 23.9 (75.0) | 23.9 (75.0) | 24.0 (75.2) | 24.3 (75.7) | 24.6 (76.3) | 24.5 (76.1) | 24.3 (75.7)   |
| 평균 강수량 mm (인치)                                    | 194 (7.6)   | 180 (7.1)   | 198 (7.8)   | 243 (9.6)   | 368 (14.5)  | 373 (14.7)  | 321 (12.6)  | 277 (10.9)  | 234 (9.2)   | 207 (8.1)   | 186 (7.3)   | 188 (7.4)   | 2,969 (116.8) |
| 평균 상대 습도 (%)                                       | 81          | 81          | 82          | 82          | 85          | 84          | 85          | 86          | 85          | 82          | 82          | 83          | 83            |
| 출처 1: Climate-Data.org (average temps & precipitation) |             |             |             |             |             |             |             |             |             |             |             |             |               |
| 출처 2: Weatherbase (humidity)                           |             |             |             |             |             |             |             |             |             |             |             |             |               |

## 무역
소롱에는 컨테이너 항구가 건설었으며, 연간 물동량은 50만 TEU이다. 건설 비용은 8,000억 루피아 (약 9,360만 달러)로, 2012년 초부터 2013년 중반에 걸쳐 건설되었다.

## 행정 구역
소롱에는 6개의 케카마탄(kecamatan)이라는 하위 행정 구역이 존재하고 있다. 인구는 2010년 기준이다.
| 이름           | 번역           | 인구   |
| -------------- | -------------- | ------ |
| 소롱바랏       | 서소롱         | 35,306 |
| 소롱케풀라우안 | 소롱 도서 지역 | 9,711  |
| 소롱티무르     | 동소롱         | 26,694 |
| 소롱우타라     | 북소롱         | 45,001 |
| 소롱디스트릭트 | 소롱 지구      | 31,264 |
| 소롱만디       |                | 42,539 |